# Siberia (película)
Siberia es una película romántica de suspenso policiaco dirigida por Matthew Ross y escrita por Scott B. Smith a partir de una historia de Stephen Hamel. Está protagonizada por Keanu Reeves, Ana Ularu, Pasha D. Lychnikoff y Molly Ringwald.

## Sinopsis
Lucas Hill, un comerciante de diamantes estadounidense, viaja a Siberia en busca de un socio que ha desaparecido, pero terminará dejando todos sus objetivos a un lado cuando una mujer se cruza en su destino.

## Reparto
- Keanu Reeves como Lucas Hill.
- Ana Ularu como Katya.
- Pasha D. Lychnikoff como Boris Volkov.
- Molly Ringwald como Gabby Hill.
- Rafael Petardi como Pavel.
- Aleks Paunovic como Yefrem.
- Boris Gulyarin como Pyotr.
- Ashley San Jorge como Christa.

## Producción
En febrero de 2017, se anunció que Keanu Reeves había sido contratado para la película, con Mathew Ross dirigiendo a partir de un guion de Scott B. Smith. Stephen Hamel, Reeves, y Gabriela Bacher producirían la película bajo Company Films, Summerstorm Productions respectivamente. En abril de 2017, Aleks Paunovic, Pasha D. Lychnikoff, Ana Ularu, y Molly Ringwald se unieron al elenco de la película.

### Rodaje
La producción comenzó en mayo de 2017. Algunas fueron filmadas en San Petersburgo; las escenas en Siberia también se filmaron en Manitoba, Canadá, incluyendo la pequeña ciudad de Cooks Creek, Manitoba

## Estreno
En mayo de 2018, Saban Films adquirió los derechos de distribución de la película. Fue estrenada el 6 de agosto de 2018.